# Antichloris viridisaturata
Antichloris viridisaturata là một loài bướm đêm thuộc phân họ Arctiinae, họ Erebidae.